# Oncopsis sulphurea
Oncopsis sulphurea är en insektsart som beskrevs av Anufriev 1967. Oncopsis sulphurea ingår i släktet Oncopsis och familjen dvärgstritar. Inga underarter finns listade i Catalogue of Life.